# Jean-Pierre Torrel
Jean-Pierre Torrel, frade e escritor dominicano (1927).
Foi membro da prestigiosa Comissão Leonina para edição crítica das obras de Santo Tomás de Aquino. Foi professor convidado da Universidade Gregoriana, em Roma, e professor visitante no St. Michael´s College, em Toronto, no Canadá. De 1981 a 1997, foi professor ordinário de teologia dogmática na Universidade de Fribourg, na Suíça. Em 1997, foi agraciado com o título de professor emérito da mesma faculdade. Desde 1990, é curador da Biblioteca Filosófica e Teológica do Albertinum em Fribourg. Em janeiro de 2000, foi condecorado com a nomeação Cavaleiro da Legião de Honra pelo presidente da República Francesa.